# عادت‌های تاریک
عادت‌های تاریک (اسپانیایی: Entre tinieblas‎) فیلمی در ژانر درام و کمدی به کارگردانی پدرو آلمودوار است که در سال ۱۹۸۳ منتشر شد. از بازیگران آن می‌توان به ماریسا پاردس، کارمن مائورا، چوس لامپره‌آبه، سیسیلیا روت و آگوستین آلمودوار اشاره کرد.